# Axel Nyborg
Axel Rønning Nyborg (18 agosto 2001) è un tuffatore norvegese.

## Biografia
Ha partecipato agli europei giovanili di Kazan' 2019 ottenendo il quattordicesimo posto dal trampolino 1 metro e il quindicesimo posto dai 3 metri.
Ha esordito in nazionale maggiore il 10 maggio 2021 agli europei di nuoto di Budapest 2020 classificandosi settimo nel concorso della squadra mista, gareggiando con Anne Vilde Tuxen, Helle Tuxen e Caroline Kupka.

## Palmarès
| Anno | Manifestazione   | Sede     | Evento        | Risultato | Prestazione | Note |
| ---- | ---------------- | -------- | ------------- | --------- | ----------- | ---- |
| 2021 | Europei di nuoto | Budapest | Squadra mista | 7º        | 237,00 p.   |      |